# 1a Brigada de Serveis Especials
La 1a Brigada de Serveis Especials (anglès: 1st Special Service Brigade) era una brigada de comando de l'exèrcit britànic. Format durant la Segona Guerra Mundial, estava format per elements de l'exèrcit britànic (inclosos els comandos britànics) i els Royal Marines. Les unitats components de la brigada van veure acció individualment a Noruega i el Raid de Dieppe (a França), abans de ser combinades sota un comandant per al servei a Normandia durant l'Operació Overlord. El 6 de desembre de 1944, la Brigada va ser redesignada 1a Brigada de Comandos, eliminant el títol de Servei Especials (en anglès: Special Services) per la seva associació amb les SS alemanyes.

## Història
El reclutament per als Comandos va començar el 1940 quan es va fer una crida per a voluntaris de determinades formacions que encara es trobaven a Gran Bretanya en aquell moment. També es va decidir que les companyies independents de divisions que s'havien format originalment a partir de les divisions de l'exèrcit territorial es dissoldrien i s'utilitzarien per aixecar les noves unitats de comandament juntament amb altres homes que havien vist servei a Noruega i altres llocs. El reclutament posterior per als Comandos també es va dur a terme en els diferents teatres de guerra i entre els estrangers que s'unien als Aliats.
Inicialment, cada "Comando" havia de consistir en un quarter general més deu tropes de 50 homes cadascun, inclosos tres oficials; això va canviar el 1941 a sis tropes de 65 homes per comando, inclosa una tropa d'armes pesades. Cada unitat de Comando era inicialment responsable de la selecció i formació dels seus propis oficials i homes. Els soldats de comando rebien un sou addicional d'on n'havien de deduir la despesa d'allotjament quan eren a Gran Bretanya. Es van entrenar en aptitud física, supervivència, orientació, combat cos a cos, matança silenciosa, senyalització, assalt amfibi i de penya-segats, operacions de vehicles de motor, armes (inclòs l'ús d'armes petites enemigues capturades) i demolició. Molts oficials, suboficials i instructors en pràctiques van assistir inicialment a diversos cursos al Centre d'entrenament especial de totes les forces de Lochailort, a Escòcia. També a les Terres altes d'Escòcia, les Operacions Combinades van establir un important centre d'entrenament amfibi de totes les forces a Inveraray, i el 1942 un centre específic d'entrenament de comandos a Achnacarry, prop de Spean Bridge. Tot l'entrenament de camp es duia a terme amb munició real.

## Comandants
- Brigadier Lord Lovat, DSO, MC (ferit el 12 de juny de 1944)
- Brigadier Derek Mills-Roberts (des del 12 de juny de 1944)
- Brigadier Peter Young (des de 1945)

## Formació
- 3r Comando
- 4t Comando
- 6è Comando
- 45è Comando (RM)
- 10è Comando (Interaliat)

## Accions independents
Abans de la formació de la brigada, cada Comando va lluitar de manera independent en diverses accions, sent emprat segons les indicacions del Quarter General d'Operacions Combinades.
El Batalló de Serveis Especials núm. 4 es va formar a partir de les companyies independents núms 3 i 8 el novembre de 1940 i va veure la seva primera acció a Guernsey durant l'operació Ambaixador. A finals de febrer de 1941 van ser designats 3r Comando.
El Batalló de Serveis Especials núm. 3 es va formar a partir de les companyies independents núms 4 i 7 a finals d'octubre de 1940. Al febrer de 1941 van ser designats 4t Comando.
El 6è Comando va actuar a Noruega el desembre de 1941.
Tant els Comando núm. 3 com el 4 van participar en l'atac a les illes Lofoten a Noruega el març de 1941.

### Operació Claymore

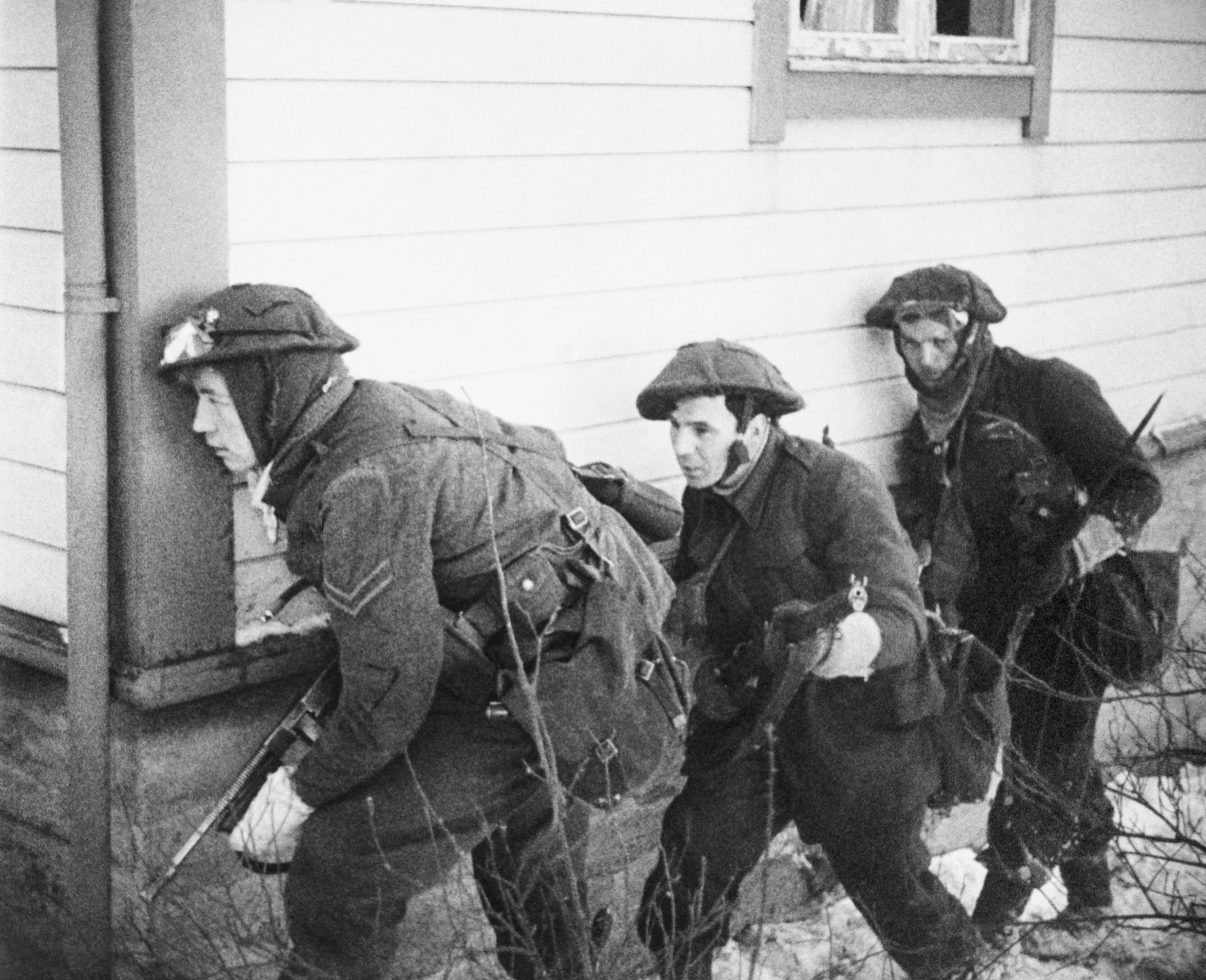
Comandos en acció a Noruega.

Un soldat ferit és ajudat a pujar a un LCA.

L'operació Claymore va ser una incursió a les illes Lofoten, el 4 de març de 1941, per part dels comandos núms 3 i 4, 52 noruecs de la Companyia Independent Noruega 1 i equips de demolició del 55 esquadró de camp dels Royal Engineers. La força va fer un desembarcament sense oposició i, en general, va continuar sense trobar cap oposició. Van aconseguir el seu objectiu de destruir fàbriques d'oli de peix i unes 3.600 tones d'oli i glicerina (una part de l'oli es destinava a l'ús de municions). Per mitjà de l'artilleria naval, i també per la tasca dels equips de demolició, es van enfonsar 18.000 tones de vaixells. Potser el resultat més significatiu de l'atac, però, va ser la captura d'un conjunt de rodes del rotor per a una Enigma, i els seus llibres de codis, del vaixell d'arrossegament armat Krebs de l'armada alemanya. Això va permetre llegir els codis navals alemanys a Bletchley Park, obtenint la informació necessària per permetre als combois aliats evitar concentracions de submarins enemics. Els britànics només hi van patir un ferit accidental i van tornar amb uns 228 presoners alemanys, 314 voluntaris noruecs lleials i una sèrie de col·laboradors del Quisling.

### Operació Tir amb arc
L'operació Tir amb arc va ser una incursió el desembre de 1941 per part dels comandos núms 2, 3, 4 i 6 amb un petit grup de noruecs. El seu objectiu era destruir les instal·lacions alemanyes a Vågsøy, amb el suport de la RAF que va proporcionar cobertura aèria i va atacar l'aeròdrom de Herdla prop de Bergen. La part naval de la força estava formada per un creuer, quatre destructors i dos vaixells de desembarcament; els vaixells de guerra van començar l'operació amb un bombardeig a la costa de l'illa de Måløy.
Els comandos es van dividir en cinc grups, un va desembarcar a l'oest de South Vågsøy per assegurar la zona i després es va traslladar a la ciutat. El segon grup va desembarcar al nord de la ciutat per evitar que els reforços alemanys entressin. El tercer grup va desembarcar a Måløy per fer front als canons i la guarnició allà, però la Marina havia fet bé la seva feina, els canons estaven en silenci. El quart grup va desembarcar a la mateixa població, que va resultar ser el principal centre de resistència, l'últim grup es va mantenir a bord del vaixell per fer de reserva flotant.

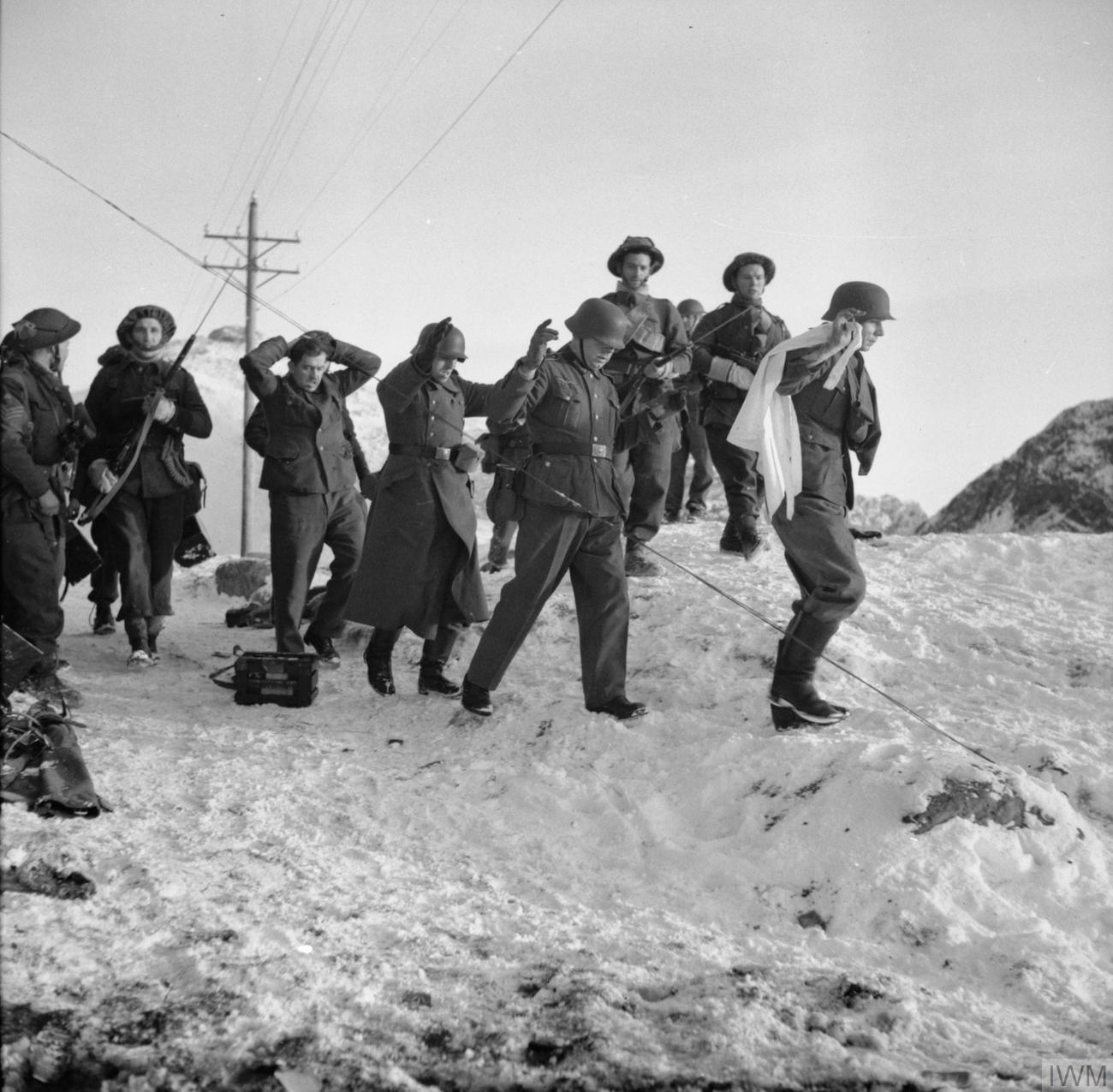
Operació Tir amb arc..

La guarnició alemanya a la ciutat era més gran del que s'esperava i es van haver de demanar reforços al grup a l'oest, a la reserva flotant i als elements del grup de Måløy. Es van produir combats casa per casa, però cap a les 13.45 hores s'havia acabat i la força es va reembarcar poc després; es van destruir 15.000 tones de vaixells i totes les instal·lacions alemanyes, així com magatzems, drassanes i plantes de processament d'oli de peix. 98 alemanys van ser fets presoners juntament amb 4 Quislings, 77 noruecs també van decidir tornar amb ells a Gran Bretanya. La guarnició alemanya va tenir al voltant de 150 morts, els britànics van perdre 19 homes i 57 ferits i la força noruega va perdre 1 home i 2 ferits.
Les conseqüències de l'atac van tenir conseqüències de gran abast, ja que els alemanys van prendre represàlies contra la població noruega que van provocar protestes del rei noruec Haakon VII i del govern a l'exili. Els alemanys també van reforçar les seves defenses, lligant-hi tropes que podrien haver estat utilitzades en altres llocs.

### Operació Jubileu (incursió a Dieppe)
L'atac de Dieppe el 19 d'agost de 1942 va implicar més de 6.000 soldats canadencs recolzats per grans contingents navals britànics i de les forces aèries aliades. L'objectiu era apoderar-se del port, recollir informació i avaluar la resposta alemanya. L'atac també tenia la intenció d'utilitzar la força aèria per atraure la Luftwaffe a una gran trobada planificada.
La missió del tinent coronel John Durnford-Slater, amb el comando número 3, era neutralitzar una bateria costanera alemanya (anomenada en codi GOEBBELS), prop de Berneval a l'extrem esquerre. Aquesta bateria podria atacar les tropes desembarcant a Dieppe, uns sis quilòmetres a l'oest. Els tres canons de 170 mm i quatre de 105 mm de la 2/770 Batterie es van haver de posar fora de joc quan la força principal s'apropaven a la platja. Les embarcacions que transportaven el grup número 5 del comando número 3, que s'acostaven a la costa a l'est, no van ser advertides de la presència d'un comboi costaner alemany que havia estat localitzat per les estacions de radar britàniques "Chain Home" a les 21.30 hores. Les S-boats que escortaven un vaixell cisterna alemany van torpedejar algunes de les embarcacions de desembarcament i van desactivar l'escorta Steam Gun Boat 5. Posteriorment, el Motor Launch 346 i la Landing Craft Flak 1 es va combinar per expulsar els vaixells alemanys, però el Grup es va dispersar, amb algunes pèrdues. Les defenses costaneres de l'enemic també van ser alertades. Només un grapat de comandos sota el segon al comandament, el major Peter Young, van desembarcar i escalar els penya-segats amb filferro de pues. 18 comandos van arribar al perímetre de la bateria GOEBBELS a través de Bernevall i van enfrontar el seu objectiu amb foc d'armes petites. Incapaços de destruir les armes, els seus franctiradors de les tripulacions van impedir que les armes disparessin amb eficàcia contra l'assalt principal. Així, un grapat de soldats britànics decidits van neutralitzar la bateria costanera alemanya més perillosa a la zona de l'atac durant el període més crític de l'operació.

El tinent coronel Lord Lovat, comandant del comando número 4, a Newhaven després de tornar de la incursió

El comando número 4 va tenir l'encàrrec de desembarcar al flanc extrem dret; van desembarcar amb força i van destruir els seus objectius, proporcionant l'únic gran èxit de l'operació. La major part del número 4 va tornar sense perill a Anglaterra. Aquesta part de la incursió es va considerar un model per a futures operacions de comandos. Lord Lovat es va fer famós com a oficial a Orange Beach (i va rebre l'Orde del Servei Distingit per la seva banda). El Capità Patrick Porteous, adjunt al Comando número 4, va rebre la Creu Victòria per la seva valentia.

## Formació de la Brigada
La brigada es va reunir sota un comandant el 1943 i es va entrenar per operar com a formació en preparació per a l'Operació Overlord i el desembarcament de Normandia.

### Dia D, Sword

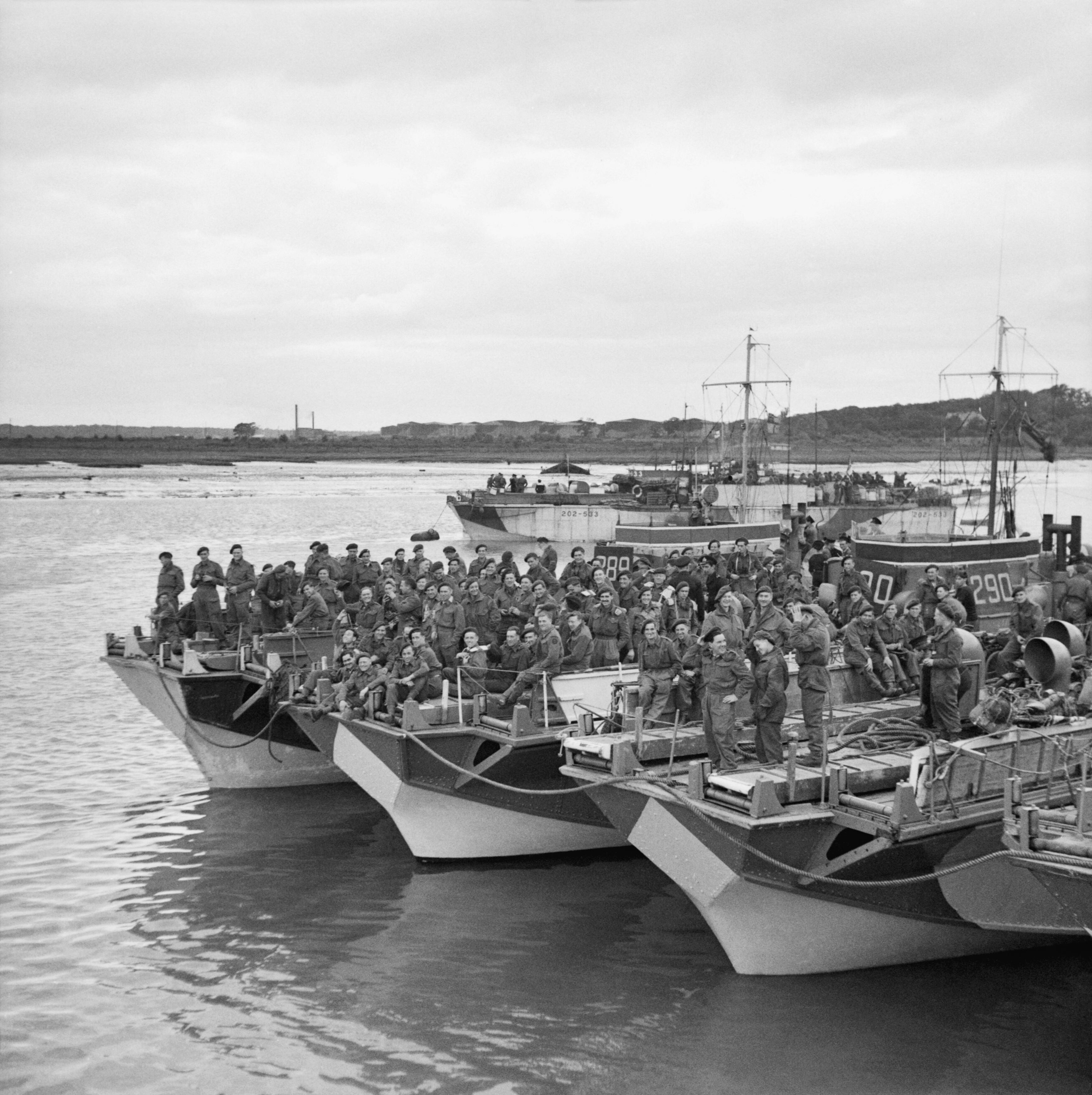
Comandos de la 1a Brigada de Serveis Especials a bord de LCI (S) (vaixells de desembarcament d'infanteria (petit)) a Warsash, Southampton, 3 de juny de 1944.

El pla era que la 1a Brigada de Serveis Especials que comprenia els comandos núms 3, 4, 6 i 45 (RM) desembarqués a Ouistreham al sector Queen Red (el situat més a l'est). El Comando No 4 es va augmentar amb 1 i 8 Tropes (ambdues franceses) del Comando No 10 (Inter Aliat). El Comando núm. 10 (Inter Aliat) es va formar el gener de 1942 i incloïa les tropes núms 1 i 7 (francesa), 4 tropa (belga), tropa holandesa, tropa noruega, tropa polonesa, tropa X (alemanya i austríaca, hongaresos i grecs), Tropa iugoslava, que sovint servia deslligada en altres teatres. L'agost de 1942 van estar implicats en l'atac de Dieppe. També van participar al desembarcament de Normandia i van lluitar pel nord-oest d'Europa.
L'assalt a Sword va començar cap a les 03:00 amb un bombardeig aeri de les defenses costaneres alemanyes i els llocs d'artilleria. El 13th/18th Hussars; ; van ser seguits de prop per la infanteria de la 8a Brigada d'Infanteria, part de la 3a Divisió d'Infanteria britànica.

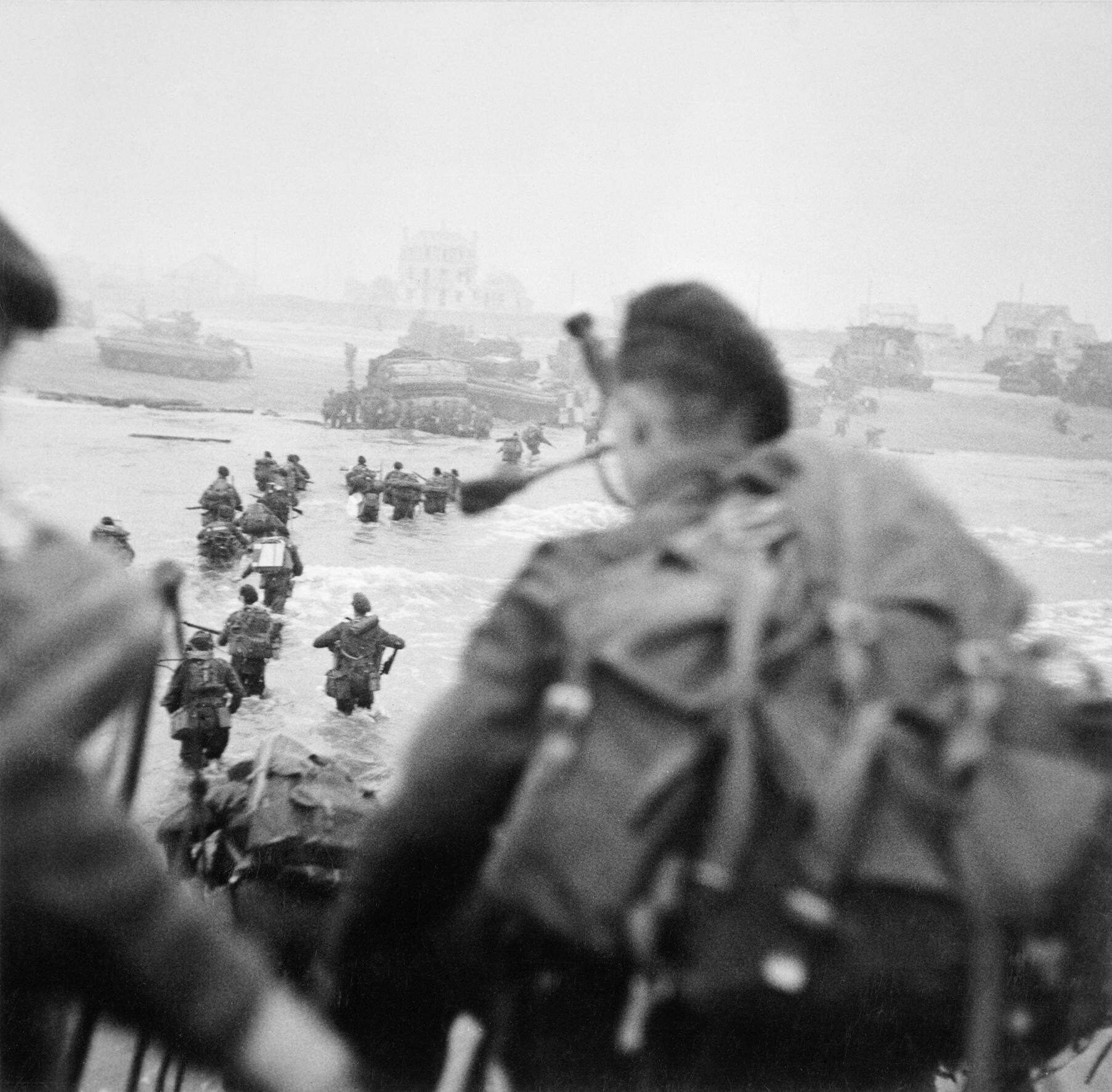
Queen Red Beach, Àrea sWORD; Lord Lovat, a la dreta de la columna, va vadeant per l'aigua. La figura en primer pla és el gaiter Bill Millin.

La 1a Brigada de Serveis Especials, sota el comando del brigadier Lord Lovat, va ser llançada a terra en la segona onada liderada pel Comando No 4 amb les dues tropes franceses primer, tal com s'havien acordat entre ells. El personal britànic i francès del Comando número 4 tenien objectius separats a Ouistreham: els francesos, un búnquer i el Casino; els britànics, dues bateries amb vistes a la platja. El bloc va resultar massa fort per a les armes PIAT dels Comandos, però el Casino es va prendre amb l'ajuda d'un tanc Centaure. Els comandos britànics van aconseguir els dos objectius de la bateria només per trobar que les armes havien estat retirades. Deixant la neteja a la infanteria, els Comandos es van retirar d'Ouistreham per unir-se a altres unitats de la seva brigada, traslladant-se terra endins per unir-se a la 6a Divisió Aerotransportada.
Se suposa que Lord Lovat va anar a terra amb un jersei blanc sota la seva jaqueta de batalla, amb "Lovat" inscrit al coll, mentre estava armat amb un vell rifle Winchester. Va ordenar al seu gaiter personal, Bill Millin, que toqués mentre els comandos desembarcaven, desafiant ordres específiques de no permetre aquesta acció en la batalla.

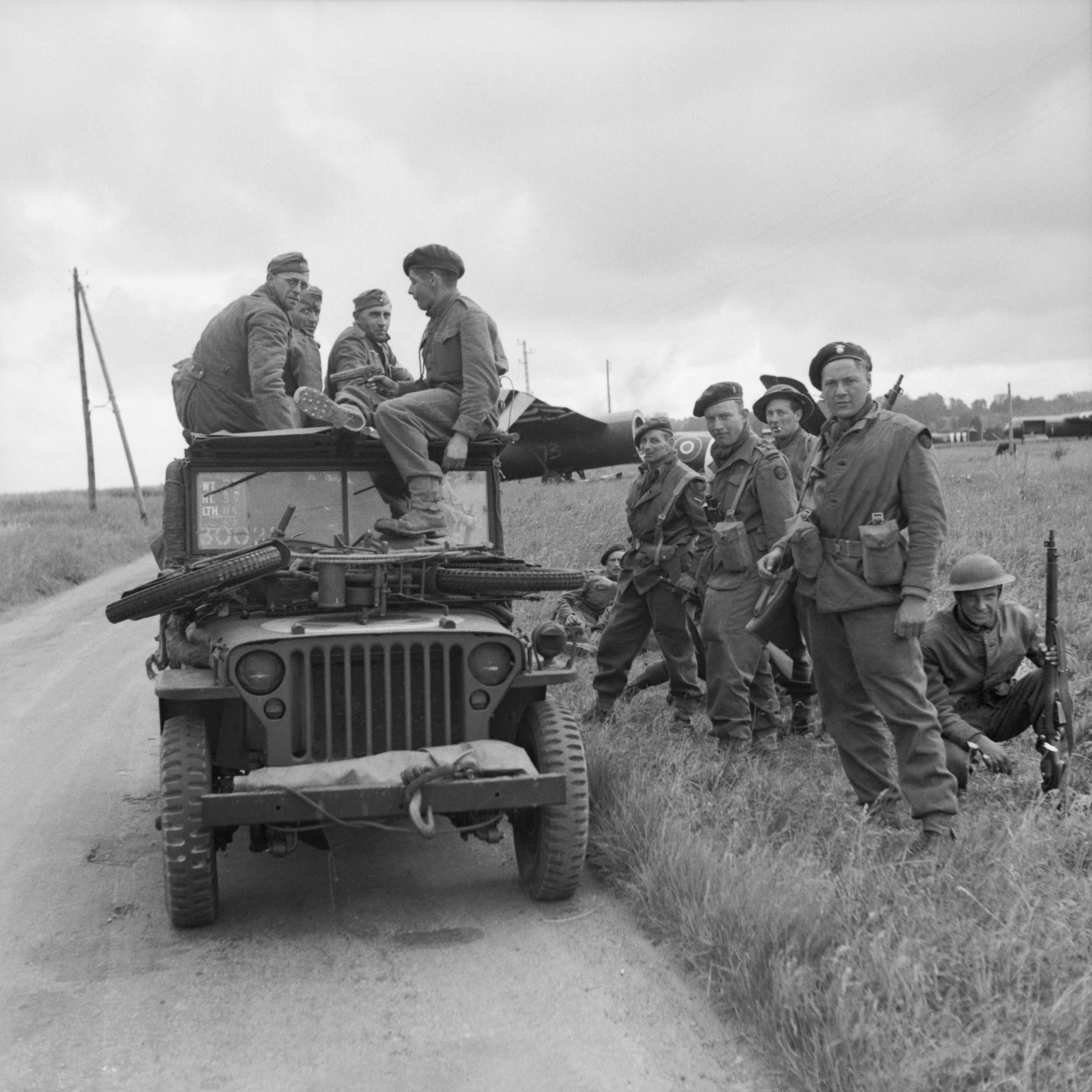
Comandos de la 1a Brigada de Serveis Especials amb alemanys capturats al sostre del seu jeep al terreny d'aterratge de planadors prop de Ranville, 7 de juny de 1944.

Les forces de Lovat van continuar, el mateix Lovat va avançar amb parts de la seva brigada des de l'Espasa fins al Pont Pegasus, que havia estat defensat obstinadament per homes de la 6a Divisió Aerotransportada britànica que havien aterrat a la matinada. Els comandos van arribar gairebé exactament a l'hora convinguda (aproximadament dos minuts tard), per la qual cosa Lord Lovat va demanar disculpes al tinent coronel Richard Geoffrey Pine-Coffin, del  7è Batalló de Paracaigudistes. Els comandos van córrer pel pont Pegasus, al so de la gaita de Bill Millin. Tot i córrer en grups reduïts, dotze homes van ser morts pel foc de franctirador, la majoria disparats al cap; els homes que travessaven el pont es posarien el casc en comptes de la característica boina verda a partir d'aleshores. Van establir posicions defensives al voltant de Ranville, a l'est del riu Orne. Els ponts van ser rellevats més tard durant el dia per elements de la 3a Divisió d'Infanteria britànica.

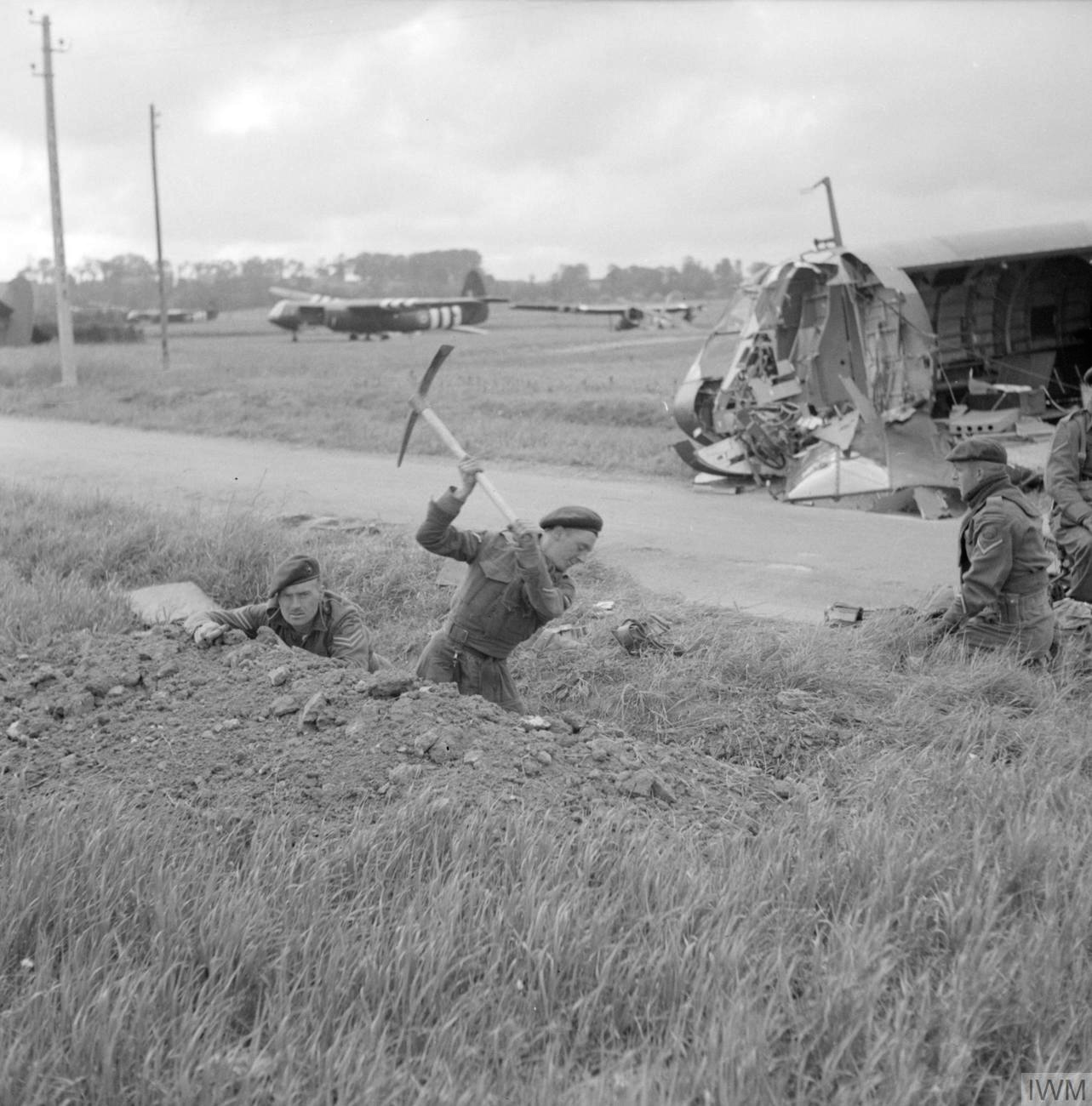
Comandos de la 1a Brigada de Serveis Especials excavant prop de planadors Horsa a la zona d'allotjament de la 6a Divisió Aerotransportada a l'est del riu Orne, el 7 de juny de 1944.

Durant un atac al poble de Bréville el 12 de juny, Lord Lovat va ser greument ferit mentre observava un bombardeig d'artilleria per part de la 51a Divisió d'Infanteria (Highland). Un obús perdut no va arribar al seu objectiu i va caure entre els oficials, matant el tinent coronel A. P. Johnston, comandant del 12è Batalló de Paracaigudistes, i ferint greument el brigadier Hugh Kindersley de la 6a Brigada d'Aterratge Aeri.
L'1 d'agost, la Brigada va rebre l'ordre d'apoderar-se i mantenir un tram de terreny elevat, a l'alba de l'endemà. Això va ser en suport d'un nou avanç a Dozule, per part de la 6a Divisió Aerotransportada. Liderat pel Comando número 4, amb els números 3, 45 i 6 següents, la Brigada es va infiltrar a la línia enemiga i va aconseguir el seu objectiu abans que els alemanys se n'adonessin. Al llarg del dia hi va haver quatre contraatacs però la brigada es va mantenir ferma.
La 1a Brigada del Servei Especial va tornar a Anglaterra del 8 al 9 de setembre de 1944, aterrant a Southampton i Gosport. Durant aquest període es van reclutar i formar nous voluntaris. El Comando No.4 va ser enviat de tornada al continent per prendre el relleu del destrossat 46 Comando (RM), que havia quedat reduït a una força de 200 homes.
El desembre de 1944 totes les Brigades de Serveis Especials van ser rebatejades com a Brigades de Comando, però amb el mateix número de Brigada, de manera que la 1a Brigada de Serveis Especials era ara la 1a Brigada de Comando.
Gairebé al mateix temps es van fer plans per enviar la 1a Brigada de Comandos a l'Extrem Orient, però a causa de la contraofensiva alemanya a les Ardenes durant l'Any Nou i al gener, van tornar a l'Europa continental.

## Operació Blackcock

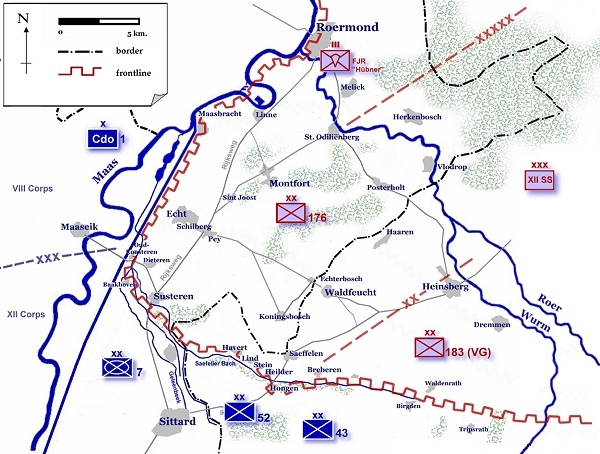
Disposicions al triangle de Roer, gener de 1945.

Arran de la batalla de les Ardennes el gener de 1945, la Brigada va participar en l'operació Blackcock, i va ser col·locada temporalment al comando de la  7a Divisió Blindada. Va ser durant aquest període d'operacions que el caporal Eric Harden, un ordenança mèdic del RAMC adjunt al 45 RM Commando, va guanyar pòstumament la Creu Victòria. Amb total menyspreu per la seva pròpia seguretat, el caporal Harden va rescatar dos dels seus companys ferits d'un camp que estava sota el foc de metralladora i morter. Durant aquesta acció ell mateix va ser ferit un parell de vegades. En el seu intent de rescatar una tercera persona, va resultar ferit de mort i va morir a l'instant. Tot això va passar a la petita ciutat de Brachterbeek, a la província de Limburg (Països Baixos).

## Travessa del Rin

Creuant el Rin

La següent operació a gran escala de la Brigada va ser la travessia del riu Rin a Wesel. Un entrenament intens i una planificació detallada van ser les claus de l'èxit notable de l'Operació Saqueig el 23 de març, que va provocar menys de 100 baixes.

### Operació Saqueig
L'operació Saqueig va començar a les 18.00 hores del 23 de març amb un bombardeig de 5.500 canons al llarg del front de 35 km i un bombardeig a la ciutat de Wesel. La 51a Divisió d'Infanteria (Highland) va liderar la travessia del riu a les 23.00 hores i els canadencs van creuar més tard a 6,5 km al sud de Rees, després la 1a Brigada de Comandos, a 1,5 km al nord de Wesel. L' embarcació d'assalt: vehicles amfibis Buffalo, vaixells d'assalt i DUKW transportaven la infanteria; els LCM portaven els blindats, inclosos els tancs Sherman DD, eren guiats a través del riu per reflectors CDL i foc traçador de metralladores. El general Patton havia posat anteriorment la 5a Divisió d'Infanteria dels Estats Units a través del pont del ferrocarril Ludendorff a Remagen, un dia abans del previst, retirant així els reforços alemanys i reduint l'oposició als principals desembarcaments.

### Creuant el Weser

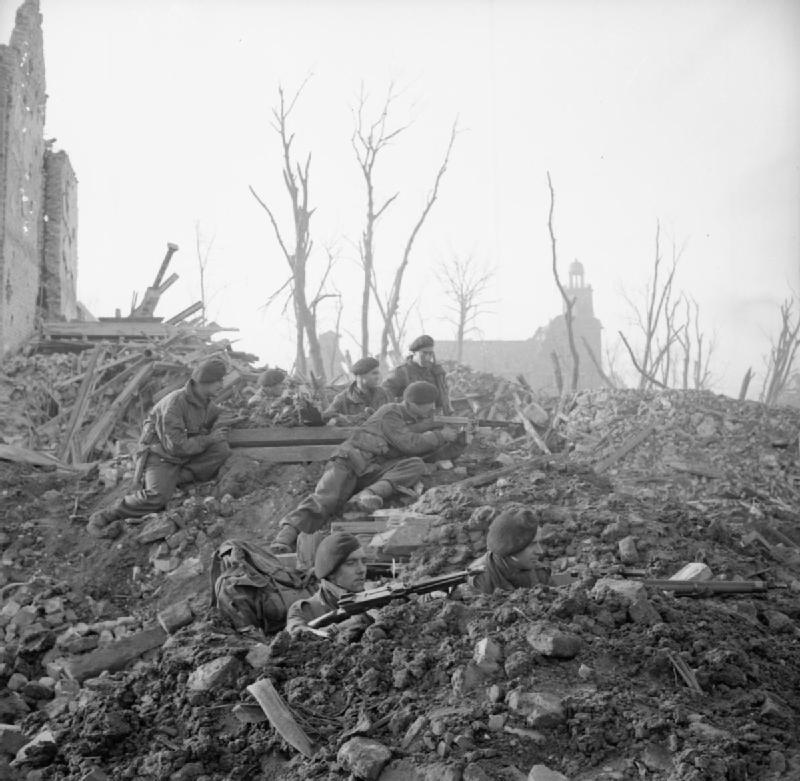
Personal del 6è comando en posició defensiva després de capturar Wesel.

El següent obstacle a afrontar va ser el riu Weser, on la brigada havia de reforçar i explotar el cap de pont ja establert. Aquesta operació va ser seguida de la travessia del riu Aller, que va provocar uns forts combats al bosc més enllà. Una situació greu es va evitar amb un enèrgic contraatac del Comando No.6. Quan "... les banyes de caça van sonar i encapçalades pel tinent coronel AC Lewis, el comando va carregar cap endavant entre els arbres a doble velocitat i amb baionetes fixades".
El 19 d'abril, la 1a Brigada de Comandos havia arribat a Lüneburg i es va preparar per a la seva operació final, el creuament del riu Elba i l'avanç més enllà fins a Neustadt in Holstein. El 3 de maig, el Comando No.6 va ser el primer a arribar-hi i va començar a fer el triatge dels morts i els supervivents del vaixell presó Cap Arcona que havia estat atacat per error per la RAF mentre estava amarrat a la badia de Lübeck. L'endemà, 4 de maig de 1945, el brigadier Mills-Roberts va acceptar la rendició del generalfeldmarschall Erhard Milch i de totes les tropes alemanyes sota el seu comandament.

## Dissolució
L'últim capítol relatiu als Comandos, durant la guerra, es va escriure el 25 d'octubre de 1945 amb l'anunci del major general Robert Laycock (que havia estat un dels voluntaris originals dels Comandos el 1940 i havia estat ascendit per succeir a Lord Louis Mountbatten com a cap d'Operacions Combinades) que els Comandos havien de ser dissolts.
Els comandos de l'exèrcit es van dissoldre el 1946 i el paper de comando va ser assumit pels Royal Marines.

## Honors de batalla
Els següents honors de batalla van ser atorgats als Comandos Britànics durant la Segona Guerra Mundial.
- Adriàtic
- Alethangyaw
- Aller
- Anzio
- Bretxa d'Argenta
- Birmània 1943–45
- Creta
- Dieppe
- Travessa del Dives
- Djebel Choucha
- Flushing
- Grècia 1944–45
- Itàlia 1943–45
- Kangaw
- Desembarcament a Porto San Venere
- Desembarcament a Sicília
- Leese
- Litani
- Madagascar
- Orient Mitjà 1941, 1942, 1944
- Monte Ornito
- Myebon
- Desembarcament de Normandia
- Nord d'Àfrica 1941–43
- Nord-oest d'Europa 1942, 1944–45
- Noruega 1941
- persecució a Messina
- Rin
- St. Nazaire
- Salerno
- Sedjenane 1
- Sicília 1943
- Granja Steamroller
- Síria 1941
- Termoli
- Vaagso
- Valli di Comacchio
- Westkapelle